# Killimer
Killimer is een dorp in County Clare in Ierland.
Volgens de geograaf Samuel Lewis telde het dorp in 1837 3023 inwoners. Volgens de Census 2006 telt Killimer 482 personen.
Het dorp is gelegen aan de noordelijke oever van de Shannon. Het is tevens gelegen de N67. Het dankt zijn bekendheid met name aan de veerdienst Killimer - Tarbert welke een onderdeel is van de N67. Deze veerdienst wordt uitgebaat door Shannon Ferries.
Iets ten oosten van het dorp staat de grote energiecentrale Moneypoint.
Killimer is geen zelfstandige parochie, maar maakt deel uit van de parochie Kilrush. Deze parochie valt onder het Bisdom Killaloe.
Als gevolg van teruglopende bevolking heeft Killimer geen volwaardige Gaelic Athletic Association-club meer. De meeste senioren spelen tegenwoordig voor Kilrush GAA, de jeugdafdeling bestaat nog wel. Toch heeft Killimer GAA ook haar gloriejaren gehad. Zo werd zij 1896 winnaar van het Clare Senior Football Championship en daarmee provinciaal kampioen.

## Bekende personen
- Íomar Fir Bolg, heilige uit de vijfde of zesde eeuw
- Pecker Dunne, musicus